# Parti démocratique (Malte)
Le Parti démocratique (en maltais : Partit Demokratiku, en anglais : Democratic Party, abrégé PD) est un parti politique maltais de centre gauche.

## Histoire

### Fondation
Le PD a été fondée en juin 2016 par Marlene Farrugia, ancienne députée du Parti travailliste (PL). Lors de l'annonce de la création du parti, elle déclare qu'elle souhaite offrir une nouvelle alternative à l'alternance traditionnelle entre les travaillistes et le Parti nationaliste (PN). Le 21 octobre 2016, Farrugia est officiellement élue leader du PD par le congrès fondateur. Le parti a été officiellement enregistré auprès de la commission électorale le mois d'après, en novembre 2016.

### Coalition
Le 28 avril 2016, le PD signe un accord avec le PN et constitue alors une coalition en vue des élections législatives anticipées du 3 juin 2017. Formellement, le Parti nationaliste accueille sur ses listes, rebaptisées Force nationale, des candidats du Parti démocratique estampillés « les oranges », en référence à la couleur du parti.
En décembre 2017, il adhère au Parti de l'Alliance des libéraux et des démocrates pour l'Europe.

## Résultats électoraux

### Élections générales
| Élection | Dirigeant        | Votes | %    | Position | Sièges | +/– | Gouvernement |
| -------- | ---------------- | ----- | ---- | -------- | ------ | --- | ------------ |
| 2017     | Marlene Farrugia | 4 846 | 1,56 | 2e       | 2 / 67 | -   | Opposition   |